# 유후시

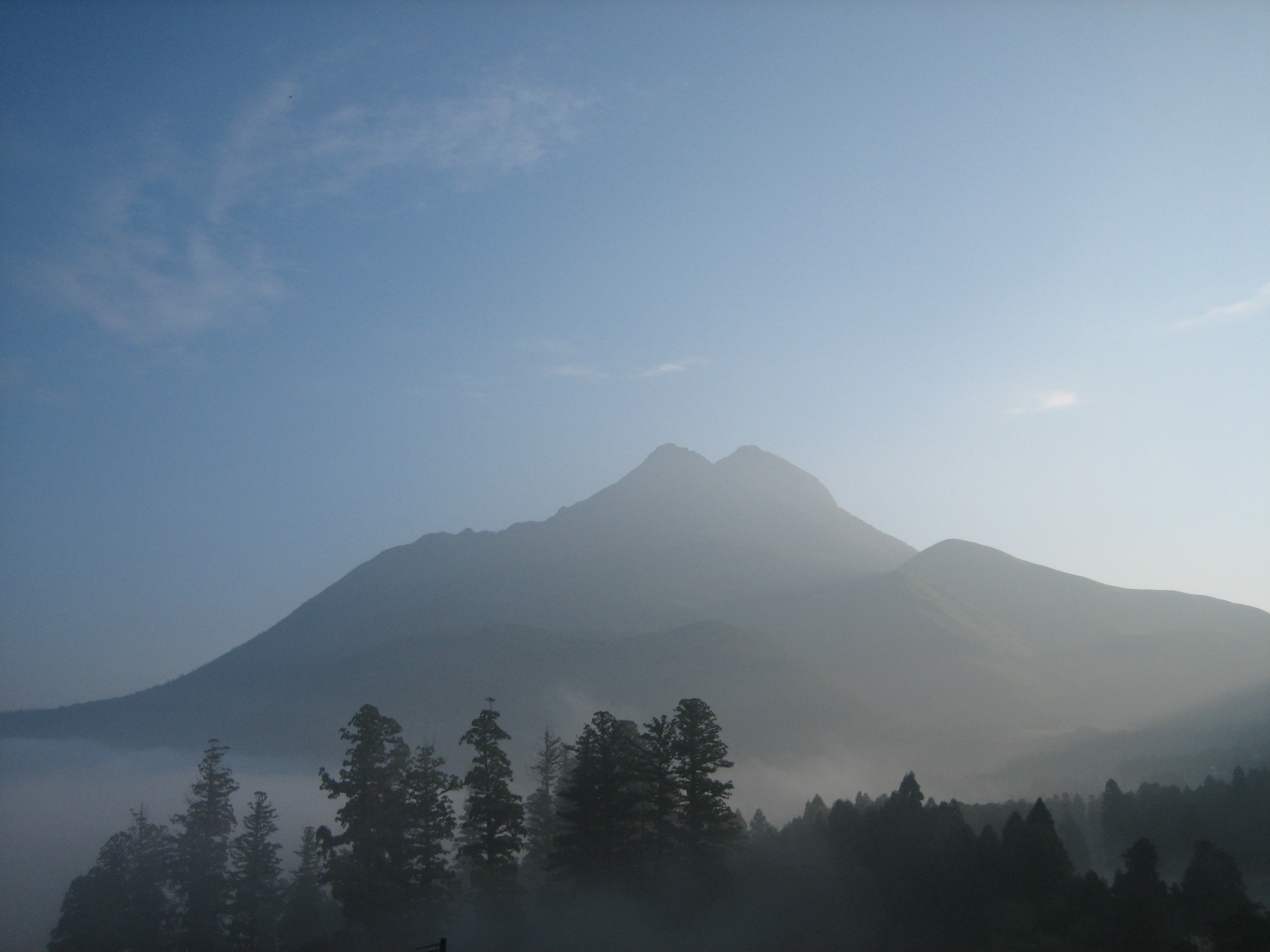
아침의 유후다케

유후시(일본어: 由布市)는 일본 오이타현 중앙부에 있는 시이다.
2005년 10월 1일에 오이타군 하사마정·쇼나이정·유후인정이 신설 합병해 탄생했다. 온천지로 유명한 유후인 온천이 있는 관광 도시인 한편, 오이타시의 베드타운 역할도 겸비한다.

## 인구
| 연도                       | 인구   | ±%    |
| -------------------------- | ------ | ----- |
| 1960                       | 39,956 | —     |
| 1965                       | 37,102 | −7.1% |
| 1970                       | 33,804 | −8.9% |
| 1975                       | 32,994 | −2.4% |
| 1980                       | 34,708 | +5.2% |
| 1985                       | 35,945 | +3.6% |
| 1990                       | 35,119 | −2.3% |
| 1995                       | 34,773 | −1.0% |
| 2000                       | 35,248 | +1.4% |
| 2005                       | 35,386 | +0.4% |
| 2010                       | 34,708 | −1.9% |
| 2015                       | 34,262 | −1.3% |
| 2020                       | 32,772 | −4.3% |
| Yufu population statistics |        |       |

## 지리
오이타현의 거의 중앙에 위치하며 북쪽으로 유후다케와 조가다케, 남쪽으로 하나무레산과 도키산 등 고도가 높은 산들이 있고 시 중앙부를 흐르는 오이타강에 의해 형성된 선상지와 그 동쪽에 열려 있는 평야로 이루어져 있다. 북부에는 오이타 자동차도 및 오이타현도 11호 벳푸 이치노미야선이 지나고 옛 유후인정에서 국도 210호선과 만난다. 옛 쇼나이정, 유후인정의 일부 지역은 아소쿠주 국립공원으로 지정되어 있다.

### 기후
세토 내해식 기후에 속하지만 시의 대부분이 산악 구릉지대이기 때문에 내륙성 기후의 특징을 보이며 연교차가 크다. 쾨펜의 기후 구분으로는 일본에서도 몇 안되는 온대 하우 기후(Cwa)에 속한다고 여겨진다.
| 유후시 유후인초의 기후                                       | 유후시 유후인초의 기후 | 유후시 유후인초의 기후 | 유후시 유후인초의 기후 | 유후시 유후인초의 기후 | 유후시 유후인초의 기후 | 유후시 유후인초의 기후 | 유후시 유후인초의 기후 | 유후시 유후인초의 기후 | 유후시 유후인초의 기후 | 유후시 유후인초의 기후 | 유후시 유후인초의 기후 | 유후시 유후인초의 기후 | 유후시 유후인초의 기후 |
| 월                                                           | 1월                    | 2월                    | 3월                    | 4월                    | 5월                    | 6월                    | 7월                    | 8월                    | 9월                    | 10월                   | 11월                   | 12월                   | 연간                   |
| ------------------------------------------------------------ | ---------------------- | ---------------------- | ---------------------- | ---------------------- | ---------------------- | ---------------------- | ---------------------- | ---------------------- | ---------------------- | ---------------------- | ---------------------- | ---------------------- | ---------------------- |
| 역대 최고 기온 °C (°F)                                       | 19.6 (67.3)            | 23.5 (74.3)            | 24.5 (76.1)            | 28.3 (82.9)            | 31.7 (89.1)            | 32.5 (90.5)            | 35.5 (95.9)            | 35.9 (96.6)            | 32.8 (91.0)            | 29.9 (85.8)            | 26.1 (79.0)            | 21.8 (71.2)            | 35.9 (96.6)            |
| 일평균 최고 기온 °C (°F)                                     | 7.3 (45.1)             | 9.0 (48.2)             | 12.9 (55.2)            | 18.5 (65.3)            | 23.0 (73.4)            | 25.2 (77.4)            | 29.1 (84.4)            | 29.8 (85.6)            | 26.0 (78.8)            | 21.0 (69.8)            | 15.5 (59.9)            | 9.7 (49.5)             | 18.9 (66.1)            |
| 일일 평균 기온 °C (°F)                                       | 2.3 (36.1)             | 3.4 (38.1)             | 6.8 (44.2)             | 11.9 (53.4)            | 16.8 (62.2)            | 20.4 (68.7)            | 24.2 (75.6)            | 24.5 (76.1)            | 20.7 (69.3)            | 15.0 (59.0)            | 9.4 (48.9)             | 4.1 (39.4)             | 13.3 (55.9)            |
| 일평균 최저 기온 °C (°F)                                     | −2.2 (28.0)            | −1.6 (29.1)            | 1.1 (34.0)             | 5.5 (41.9)             | 10.9 (51.6)            | 16.3 (61.3)            | 20.3 (68.5)            | 20.4 (68.7)            | 16.5 (61.7)            | 9.9 (49.8)             | 4.1 (39.4)             | −0.8 (30.6)            | 8.4 (47.1)             |
| 역대 최저 기온 °C (°F)                                       | −12.3 (9.9)            | −13.2 (8.2)            | −10.1 (13.8)           | −4.9 (23.2)            | −0.6 (30.9)            | 5.8 (42.4)             | 10.7 (51.3)            | 12.0 (53.6)            | 3.8 (38.8)             | −1.6 (29.1)            | −5.2 (22.6)            | −9.9 (14.2)            | −13.2 (8.2)            |
| 평균 강수량 mm (인치)                                        | 59.2 (2.33)            | 76.1 (3.00)            | 109.6 (4.31)           | 121.5 (4.78)           | 153.4 (6.04)           | 362.9 (14.29)          | 355.2 (13.98)          | 240.9 (9.48)           | 264.6 (10.42)          | 117.3 (4.62)           | 76.1 (3.00)            | 55.4 (2.18)            | 1,992.2 (78.43)        |
| 평균 강수일수 (≥ 1.0 mm)                                     | 7.8                    | 9.2                    | 11.8                   | 10.3                   | 9.6                    | 14.8                   | 13.7                   | 12.0                   | 11.6                   | 8.1                    | 8.4                    | 7.9                    | 125.2                  |
| 평균 월간 일조시간                                           | 108.8                  | 122.1                  | 151.1                  | 176.1                  | 185.5                  | 118.5                  | 141.2                  | 155.4                  | 118.7                  | 145.8                  | 128.3                  | 114.5                  | 1,665.9                |
| 출처: 일본 기상청 (평년값: 1991년~2020년, 극값: 1977년~현재) |                        |                        |                        |                        |                        |                        |                        |                        |                        |                        |                        |                        |                        |

### 인접하는 자치체
- 오이타시
- 벳푸시
- 우사시
- 구스군 구스정, 고코노에정
- 다케타시

## 역사
- 1889년 4월 1일 - 정촌제 시행으로 현재의 시역에 오이타군 아난촌·히가시쇼나이촌·니시쇼나이촌·미나미쇼나이촌·아소노촌·하사마촌·다니촌·유후가와촌·이와키가와촌, 하야미군 유노히라촌·기타유후촌·미나미유후촌이 성립하였다.
- 1899년 3월 7일 - 유노히라촌이 오이타군에 속하게 되었다.
- 1936년 4월 1일 - 기타유후촌·미나미유후촌이 신설 합병해 유후인촌이 되었다.
- 1948년 1월 1일 - 유후인촌이 정으로 승격해 유후인정이 되었다.
- 1950년 1월 1일 - 유후인정이 오이타군에 속하게 되었다.
- 1954년 10월 1일 - 하사마촌·다니촌·유후가와촌·이와키가와촌이 신설 합병해 하사마촌이 되었다.
- 1954년 11월 1일 - 아난촌·히가시쇼나이촌·니시쇼나이촌·미나미쇼나이촌·아소노촌이 신설 합병해 쇼나이촌이 되었다.
- 1955년 2월 1일 - 유후인정·유노히라촌이 합병해 새로운 유후인정이 되었다.
- 1955년 4월 1일 - 쇼나이촌, 하사마촌이 각각 정으로 승격해 쇼나이정, 하사마정이 되었다.
- 2005년 10월 1일 - 하사마정·쇼나이정·유후인정이 신설 합병해 유후시가 되었다.

## 교통

### 철도
- 규슈 여객철도 규다이 본선

### 도로
- 오이타 자동차도
- 국도 210호선